# 地球周回軌道
地球周回軌道または地心軌道（geocentric orbit）は、月や人工衛星のように地球の周囲を周回する軌道のことである。地球周回軌道上には、これまでに16,291個を越える物体が地球から打ち上げられ、現在、約2,465個の人工衛星が地球の周囲を回っており、6,216個のスペースデブリがゴダード宇宙飛行センターによって監視されている。一方、前述以外は地球の大気圏内で燃え尽きた。

## 用語
- アナレンマ - 1年間の太陽の天球上の動きを表す用語で、数字の8の形に似ている。
- 高度 - ここでは、地球の平均海洋面からの高さを表す。
- 遠点 - 人工衛星や天体が地球から最も遠ざかる地点で、軌道速度は最小となる。
- 軌道離心率 - 軌道が真円からどれだけ外れているかを表す量で、円軌道、楕円軌道、放物線軌道、双曲線軌道では厳密に定義できる。
- 赤道面 - ここでは、地球の赤道を天球上に伸ばした仮想的な平面を表す。
- 軌道要素 - 軌道の独自性を特定するために必要な6つのパラメータ。
- 脱出速度 - ここでは、推進力を持たない物体が地球から無限に遠ざかるために必要な最低限の速度を表す。この速度の物体は放物線軌道を描き、この速度以上の物体は双曲線軌道を描く。
- 力積 - 力を時間で積分した値で、ニュートン･秒の単位で表される。
- 軌道傾斜角 - 参照平面とその他の平面や軸との間の角度で、ここでは参照平面は地球の赤道面である。
- 軌道周期 - ここでは、地球を1周するまでの時間である。
- 近点 - 人工衛星や天体が地球に最も近づく地点で、軌道速度は最大となる。
- 恒星日 - 天体が360°自転するのに要する時間である。地球では23時間56分4.091秒に相当する。
- 太陽時 - ここでは、日時計で測定される地域ごとの時間である。
- 速度 - 特定の方向への物体の速さである。速度はベクトルで定義されるため、速さと方向の2つの量が必要である。

## 地心軌道の種類
以下は地心軌道の種類のリストである。

### 高度による分類

低軌道（シアン）と中軌道（黄色）の領域。黒の破線は対地同期軌道、緑の破線はグローバル・ポジショニング・システムに使われる高度20,230kmの軌道である。

- 低軌道(LEO) - 平均海洋面からの高度160kmから2,000kmまでの地球を中心とした軌道。高度160kmの軌道では、軌道周期は約90分であり、円軌道での速度は約8,000m/sである。
- 中軌道(MEO) - 遠点の高度が2,000kmから35,786kmまでの地球を中心とした軌道。
- 対地同期軌道(GEO) - 地球を中心とした高度35,786kmの軌道。軌道周期は地球の恒星日と等しい。速度は約3,000m/sである。
- 高軌道(HEO) - 遠点の高度が35,786km以上の地球を中心とした軌道。近点の高度が2,000km以下の場合は、特に長楕円軌道と呼ばれる[1]。

### 軌道傾斜角による分類
- 傾斜軌道 - 赤道面に対する軌道傾斜角が0°ではない軌道。
  - 極軌道 - 周回ごとに地球の極の上空かそれに近い場所を通る軌道。軌道傾斜角は90°になる。
  - 太陽同期軌道 - 同じ時間に赤道を通過する極軌道に近い軌道。全ての場所で太陽の影が同じになるため、画像の撮影に適している。

### 軌道離心率による分類
- 円軌道 - 軌道離心率が0で、円を描く軌道。
- 楕円軌道 - 軌道離心率が0から1の間で、楕円を描く軌道。
  - ホーマン遷移軌道 - 宇宙船がある円軌道からエンジンを使って別の円軌道に移る際の遷移軌道。ヴァルター・ホーマンにちなんで名付けられた。
  - 静止トランスファ軌道 - 近点が低軌道、遠点が対地同期軌道にある地球を中心とした楕円軌道。
  - 長楕円軌道(HEO) - が35,786km以上、近点が約1,000km以下の軌道。遠点での滞留時間が長い。
    - モルニヤ軌道 - 軌道傾斜角63.4°、軌道周期0.5恒星日（約12時間）の長楕円軌道。衛星はほとんどの時間を地球の特定の位置の上空に留まる。
    - ツンドラ軌道 - 軌道傾斜角63.4°、軌道周期1恒星日（約24時間）の長楕円軌道。衛星はほとんどの時間を地球の特定の位置の上空に留まる。
- 双曲線軌道 - 軌道離心率が1を越える「軌道」で、近点での物体の速度は脱出速度を越え、地球の重力を振り切って、「双曲線無限遠点速度」と呼ばれる一定の速度まで減速しながら、無限に飛び続ける。
- 放物線軌道 - 軌道離心率が1と等しい「軌道」で、近点での物体の速度は脱出速度と等しくなり、地球の重力を振り切るが、速度は0になる。この速度で地球から打ち上げられた宇宙船はある程度の距離を進むが、太陽の近くで太陽周回軌道に入る。速度と角度が正確であれば、地球に向かってくる物体がこの軌道を取ることも不可能ではない。

### 方向による分類
- 順行 - 赤道平面への投影が地球の自転と同じ方向になる軌道。
- 逆行 - 赤道平面への投影が地球の自転と逆の方向になる軌道。

### 対地同期による分類
- 準同期軌道(SSO) - 高度約20,200km、軌道周期約12時間の軌道。
- 対地同期軌道(GEO) - 高度約35,786kmの軌道。この軌道の物体はアナレンマを描く。
  - 静止軌道(GSO) - 軌道傾斜角が0°の対地同期軌道。地上の観測者からは、宇宙船は空の固定点にあるように見える。アーサー・C・クラークに由来するクラーク軌道という別名がある。
    - ラグランジュ点: 地球を周回する物体のラグランジュ点は、西105°と東75°の地点にある。160以上の人工衛星がこの2点に集まっている[2]。

  - 墓場軌道 - 静止軌道から数百km上にあり、運用が終わった人工衛星が集められる軌道。

### 特殊な分類
- 太陽同期軌道 - 同じ標準時を持つ地球のどの地点で見ても通り過ぎる人工衛星が見えるような高度と軌道傾斜角を持つ軌道。同じ条件の日光の下に衛星を置くことができ、偵察衛星や気象衛星に適している。
- 月周回軌道 - 月の軌道。平均高度384,403kmの楕円軌道である。